# Querfurti Brúnó
Querfurti Szent Brúnó (németül: Bruno von Querfurt, Querfurt, 974 körül – Poroszország, 1009. március 14.) szentté avatott érsek, hittérítő, vértanú.

## Élete
Brúnó 974-ben született Querfurt várában. Feltételezhetően rokonságban állt III. Ottó német-római császárral. Egy időben tanult Szent Adalbert későbbi prágai érsekkel. 
Tanulmányai után rövid ideig kanonok volt a magdeburgi dómban, majd III. Ottó magánkápolnájának papja. 998-ban belépett a Rómában található  Alexius Aventinuson levő kolostorba, ahol 999-ben szerzetesi fogadalmat tett. Ezután csatlakozott Szent Romualdhoz a Ravenna melletti Pereum erdős, mocsaras vidékén található remeteségbe. 
1002-ben a pogányok érsekévé nevezték ki, majd miután átkelt az Alpokon, hogy missziós megbízatását megerősíttesse Szent II. Henrik királlyal püspöki kinevezését. Élete során kétszer is jár Magyarországon, ahol a Tisza alsó folyása és a Maros között telepedett meg akkoriban az úgynevezett fekete magyarok között végzett térítő munkát, igaz nem sok sikerrel. 1004. augusztus 21-én a magdeburgi Tagino érsek püspökké szentelte.
1008 nyarán Brúnó érsek eljutott Lengyelországba. Nem messze Poznańtól, Miedzyrzecze Adalbert kolostorában átdolgozta, Szent Adalbert életrajzát. Ezenkívül megszerkesztette "Az öt testvér szenvedéstörténeté"-t, azokét, akiket 1003-ban Miedzyrzeczében megöltek a zsákmányra éhes rablók. 
1008 decemberében levelet írt Lengyelországból II. Henriknek, amelyben beszámol a magyarok és a besenyők közötti térítés eredményeiről. Ebben beszámol I. Vladimir nagyfejedelemnek és I. Boleszlávnak a hit terjesztése iránti tevékenységéről. 
1009-ben Poroszország déli határvidékén Nethimar pogány fejedelem és udvara megkeresztelkedését érte el, de a megkeresztelkedett fejedelem testvére elutasította a kereszténységet és Brúnó érseket 18 társával együtt lefejeztette. Maradványaikat Boleszláv feltehetően 1009. október 15-én Lengyelországba vitette és eltemettette.
Brúnó tisztelete halála után hamar elterjedt, már 1109-ben querfurti Dietrich bencés kolostort alapított a Querfurt melletti Lutisburgban, s ezt Szűz Mária és Szent Brúnó tiszteletére, ahova a 13. századtól rendszeres zarándoklatok történtek. A 17. században megnövekedett tisztelete Kelet-Poroszország katolikusai körében, de az evangélikusok is tisztelik, mint nagy német hithirdetőt.

## Fordítás
- Ez a szócikk részben vagy egészben  a   Bruno of Querfurt című angol Wikipédia-szócikk fordításán alapul.  Az eredeti cikk szerkesztőit annak laptörténete sorolja fel. Ez a jelzés csupán a megfogalmazás eredetét és a szerzői jogokat jelzi, nem szolgál a cikkben szereplő információk forrásmegjelöléseként.